# Josefsdorf (Vienne)
Josefsdorf est une partie du 9e arrondissement de Vienne Döbling, qui était autrefois une commune indépendante. Elle est aussi actuellement une des 89 communautés cadastrales de Vienne.

## Géographie
Josefsdorf se situe au nord de Vienne, sur les pentes du Kahlenberg. Avec une superficie de 64,99 ha, c'est la plus petite des subdivisions du district de Döbling.

## Histoire
Le village est fondé en 1628 par les moines de l'Ordre camaldule. L'église Saint-Joseph actuelle a été consacrée en 1783, en même temps que la création d'un petit cimetière sur le Kahlenberg. En 1784, le village prend son nom définitif en l'honneur de Joseph II de Habsbourg. En 1809, la paroisse perd son autonomie et est rattachée à Kahlenbergerdorf. Le village reste de taille très réduite, on y compte en 1832 27 maisons et 53 personnes, en 1890, 37 maisons. En 1892, Josefsdorf est rattachée, de même que toute la commune de Kahlenbergersdorf et les villages voisins de Sievering, Grinzing, Oberdöbling, Unterdöbling, Nussdorf et Heiligenstadt au 9e arrondissement de la ville de Vienne.

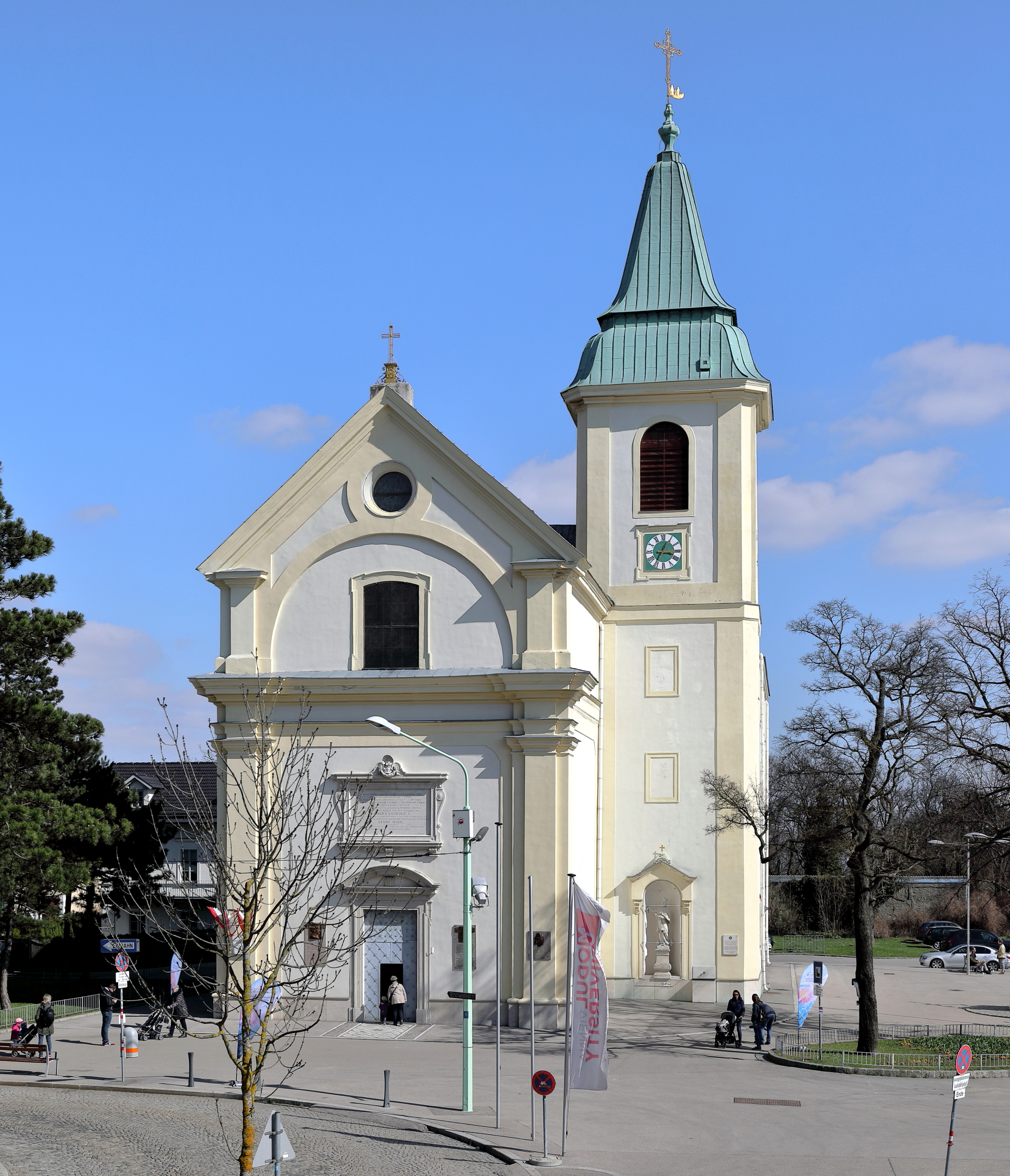
St. Josefskirche.